# Maserati Kyalami
Maserati Kyalami var en bilmodell från Maserati. Modellen introducerades 1976, kort sedan Alejandro de Tomaso tagit över Maserati. 
Bilen fick sitt namn efter Kyalami Grand Prix Circuit i Sydafrika där en Cooper med Maserati-motor vunnit Sydafrikas Grand Prix 1967. Bilen designades av Pietro Frua men designen baserades på De Tomaso Longchamp, ritad av Tom Tjaarda. Skillnader i utseende jämfört med Longchamp var bland annat att Kyalami var 25 mm lägre, 50 mm längre och 20 mm bredare. Longchamps två rektangulära framlyktor ersattes av fyra runda. 
Bilen var en 2+2-sitsig coupé och hade Maseratis egen V8-motor på 4,2 liter och 255 hästkrafter. Från 1978 kunde den även förses med en 4,9 litersmotor med 290 hk. Bilen var femväxlad men kunde även fås med trestegs automatisk växellåda. på 4,9-liters versionen var automatlådan standard och den manuella tillval.
Kyalami tillverkades fram till 1983 men var ingen storsäljare. Uppgifterna går isär om hur många bilar som byggdes. Siffror anger mellan 155 och 250 stycken.